# Ázsia felfedezőinek listája
Ez a lista az ázsiai kontinens felfedezőit tartalmazza a 13. századtól 1911-ig az utazás dátumával, az egyes kronologikus szakaszokon belül névsorrendben.

## 1200–1300
- Marco Polo, 1272–96
- Niccolò Polo és Maffeo Polo, 1262
- Rubruki Vilmos, 1253–1255

## 1300–1400
- Ibn Battúta, 1330–48
- Giovanni Marignolli, 1338–53
- Odorico da Pordenone, 1318-30

## 1400–1500
- Niccolò de' Conti, 1430–38
- Sáhruh követsége, 1420–22
- Vasco da Gama, 1498

## 1500–1600
- António de Abreu, 1512
- Afonso de Albuquerque, 1507., 1513
- Antonio de Andrade, 1624
- Willem Barents, 1594–97
- Stephen Borough, 1556
- Duarte Fernandes, 1511
- Jermak Tyimofejevics, 1580
- Magellán, 1521
- Jorge de Meneses, 1526
- Cornelis Naij, 1594
- Ruy da Cunha, 1511
- Diogo Lopes de Sequeira, 1509
- Francisco Serrão, 1512

## 1600–1700
- Fjodor Iszakovics Bajkov, 1654
- Jerofej Pavlovics Habarov, 1650
- Szemjon Ivanovics Gyezsnyov, 1648
- Bento de Góis, 1603–05
- Engelbert Kaempfer, 1690–92
- Vaszilij Danyilovics Pojarkov, 1643
- Maarten Gerritsz. de Vries, 1643

## 1700–1800
- Vitus Bering, 1728, 1741
- Szemjon Ivanovics Cseljuszkin, 1742
- Johann Georg Gmelin, 1733–1743.
- Jean-François de La Pérouse, 1787
- Hariton Prokofjevics Laptyev, 1741
- Dmitrij Jakovlevics Laptyev, 1739–41
- Ivan Ljahov, 1773
- Sztyepan Gavrilovocs Maligin és Alekszej Ivanovics Szkuratov, 1736–37
- Gerhard Friedrich Müller (Oroszországban: Fjodor Ivanovics Miller), 1733–1743
- Carsten Niebuhr, 1762–66
- Dmitrij Leontyjevics Ovcin, 1734–38
- Peter Simon Pallas, 1772
- Vaszilij Vasziljevics Proncsiscsev, 1735., 1736
- Rosmuisleff, 1768
- Samuel Turner, 1783

## 1800–1850
- Thomas Gamaliel Bradford, 1839
- Johann Ludwig Burckhardt, 1814–15
- Pjotr Alekszandrovics Csihacsov, 1848–58
- Mountstuart Elphinstone, 1808
- Georg Adolf Erman, 1838, 1829
- Georg Fuß és Alexander Georg von Bunge, 1830
- Joseph Dalton Hooker, 1847-1851
- Évariste Régis Huc és Joseph Gabet, 1844–46
- Alexander von Humboldt, 1829
- Franz Wilhelm Junghuhn, 1835–64
- Heinrich Kiepert, 1842
- Kőrösi Csoma Sándor, 1820–42
- Leod, 1837
- Alexander Theodor von Middendorf, 1844
- William Moorcroft, 1812
- Henry Pottinger, 1810
- Hermann von Rosenberg, 1840–66
- James Augustus St. John, 1848–61
- Philipp Franz von Siebold, 1823–30
- Georg August Wallin, 1843
- William Webb, 1808
- James Raymond Wellsted, 1836
- Wilcox, 1826
- John Wood, 1838
- Adolph von Wrede, 1843

## 1850–1900
- Hermann von Abich, 1862
- Savoyai Lajos Amadé abruzzói herceg, 1899–1900
- Roald Amundsen, 1898–99
- Anz, 1899
- Edward Colborne Baber, 1878
- Pierre Sauvaire de Barthélémy, 1896
- Adolf Bastian, 1861
- Bell, 1886
- Stanislas Benoist-Méchin, 1883
- Berry, 1880–81
- Bishop, 1896
- Black, 1896
- Thomas Blakiston, 1861
- Ferdinand Blumentritt, 1874
- Anne Blunt, 1879
- Carl Alfred Bock, 1873–80, 1883
- Karl Ivanovics Bogdanovics, 1896
- Charles-Eudes Bonin, 1899–1900
- Gabriel Bonvalot, 1886–87, 1889–90
- Alekszandr Boriszov, 1894, 1896, 1900
- Hamilton Bower, 1891
- Bücking, 1898
- Arthur Carey és Andrew Dalgleish, 1885–87
- Carles, 1885
- Josef Černik, 1872–73
- Basil Hall Chamberlain, 1894
- Cholnoky Jenő, 1896–98
- Hugh Clifford, 1895
- Csellingerián Jakab (1800 körül – ?)
- Armand David, 1872–73
- Henry Hugh Peter Deasy, 1897-1899
- Déchy Mór, 1897–98
- Auguste Desgodins, 1861–78
- Karl Diener, 1892
- Diest, 1896, 1899
- Charles Montagu Doughty, 1876–78
- Drisenko, 1897–1902
- Jean Dupuis, 1896–72
- Dutreuil de Rhins, 1893–94
- Ney Elias, 1868, 1872
- Alekszej Pavlovics Fedcsenko, 1868–71
- Fivé, 1899
- Thomas Douglas Forsyth, 1870, 1874
- Douglas Freshfield, 1899
- Fritsche, 1868–72
- Julius Holderer és Karl Futterer, 1898
- Gädertz, 1898
- Gardiner, 1899
- William Gill és William Mesny, 1877
- Glaser, 1888
- Frederic John Goldsmid, 1872
- Carl Christian Gottsche, 1884
- Gomcsevszkij, 1888–90
- Grigorij Jefimovics Grum-Grzsimajlo, 1890
- Grünau, 1897
- Joseph Halévy, 1870
- Nyikolaj Vlagyimirovics Hanikov, 1858
- Sven Hedin, 1894–97, 1899–1902
- Henrik, orléans-i herceg, 1890
- Hosie, 1882–84
- Huhn, 1879–81
- Dmitrij Lvovics Ivanov, 1883
- William Henry Jackson, 1894–97
- Jamaszaki Naomasza, 1896–97
- James, 1886
- Jeanette expedíció (de Long), 1880–81
- John, 1872
- Charles Anthoni Johnson (Charles Brooke néven Sarawak fehér rádzsája), 1868
- Alexander von Kaulbars, 1869
- Alekszandr Nyikolajevics Kaznakov, 1899
- Konscsin, 1880–85
- Lev Feofilovics Kosztyenko, 1876
- Kocsy, 1859
- Pjotr Kuzmics Kozlov, expedíció, 1899–1900
- Krishna, 1879–82
- Albert Christian Kruyt, 1896, 1899
- Venyiamin Fjodorovics Ladigin, 1899
- Ernest Doudart de Lagrée és Francis Garnier, 1967–68
- Arnold Henry Savage Landor, 1897
- Adhémard Leclère, 1898–99
- Lendl Adolf, 1889–90
- St. George Littledale, 1890, 1895
- id. Lóczy Lajos, 1879–89
- Lovett, 1872
- Lyman, 1876–78
- H. F. B. Lynch, 1889
- Heinrich von Maltzan, 1871
- Renzo Manzoni, 1880
- Martin, 1883–85, 1891–92
- Francis Richard Maunsell, 1889
- Adolf Bernhard Meyer, 1882
- Miles, 1884
- Paul Georg von Möllendorff, 1874–79
- Gustaaf Adolf Frederik Molengraaff, 1893–94
- Monnier, 1897
- Karl Munzinger, 1890
- Nain Singh, 1873
- Fridtjof Nansen, 1893–96
- Heinrich Edmund Naumann, 1875–85
- Jack Francis Needham és Mol, 1885–86
- Paul Néis, 1883
- Anton Willem Nieuwenhuis, 1896–97
- Adolf Erik Nordenskiöld, 1878–79
- Eugen Oberhummer, 1896
- Vlagyimir Afanaszjevics Obrucsev, 1893–1894
- Vaszilij Fjodorovics Osanyin, 1873
- Fjodor Romanovics Oszten-Szaken, 1867
- Gifford Palgrave, 1862–63
- Auguste Pavie, 1886–91
- Payer Gyula és Karl Weyprecht, 1873
- Lewis Pelly, 1865
- Mihail Vasziljevics Pevcov, 1888–90
- Grigorij Nyikolajevics Potanyin, 1884–86
- Nyikolaj Mihajlovics Przsevalszkij, 1870–1888
- Putyiatij és Benderszkij, 1883
- Gustav Radde, 1863, 1886
- Albert Regel, 1879, 1881–83
- Rein, 1873–75
- Ferdinand von Richthofen, 1862, 1870–72
- Riedel, 1872
- Vszevolod Ivanovics Roborovszkij, 1894
- William Woodville Rockhill, 1889
- Ross, 1865
- Saint-Yves, 1889
- Paul Sarasin és Fritz Sarasin, 1893–95
- Friedrich Sarre, 1899
- Schindler, 1877–80
- Jakov Parfentyjevics Sismarjov, 1868
- Schlagintweit testvérek, 1856–57
- Schweinfurth, 1889
- Nyikolaj Alekszejevics Szeverzov, 1864, 1878
- Silboga expedíció, 1899, 1900
- Edward Bosc Sladen, 1868
- Smith, 1882
- Julian Adamovics Szosznovszkij, 1875
- Stahl, 1890–96
- Stein Aurél, 1888–96, 1911, 1913–16
- Karl Theodor Stöpel, 1898
- Sykes, 1893–1901
- Széchenyi Béla gróf, 1879–89
- Turley, 1899
- Vámbéry Ármin, 1864
- Vaughan, 1888
- Pieter Johannes Veth, 1877–79
- Volz, 1898
- Wallace, 1854–62
- Montagu Sinclair Wellby, 1896
- Walter Wellman, 1898–99
- Andrej Ippolitovics Vilkickij, 1894–95
- Robert Gosset Woodthorpe, 1885
- Fanny Bullock Workman, 1899
- Zichy Jenő gróf, 1895, 1896, 1898
- Francis Younghusband, 1886–90

## 1900–1911
- Aoki, 1908–11
- Abendanon, 1909, 1910
- Agassiz, 1901
- Almásy György gróf, 1900
- Savoyai Lajos Amadé abruzzói herceg, 1909
- Vaszilij Ivanovics Anucsin, 1905–07
- Bacot, 1909
- Banse, 1908
- Blankenhorn, 1908
- Bemmelen, 1908
- Berg, 1900, 1903
- Bogoljepov, 1910
- Bogoras és Jochelson, 1900–02
- Bondoux, 1910
- Buillane de Lacoste, 1909
- Brühl, 1911
- George Wyman Bury, 1909
- Szergej Alekszandrovics Buturlin, 1905
- Umberto Cagni, 1900
- Cajander és Poppius, 1901
- Carruthers, 1909, 1910–11
- Cool, 1909
- Deninger, 1910
- Vitalij Cseszlavovics Dorogosztajszkij, 1908
- Dubinaszkij, 1904, 1910
- Du Chazaud, 1909
- Echhout, 1910
- Fedcsenko, 1900
- Filatov, 1908–10
- Fischer, 1906–07
- Fitzmer, 1900
- Genthe, 1901
- Geraszimov, 1908–10
- Görtz, 1901
- Gramberg, 1908
- Johannes Gabriel Granö, 1909
- Heinrich von Handel-Mazzetti, 1910
- Sven Hedin, 1910
- Heim, 1910
- Henrik, orlénas-i herceg, 1901
- Hirschy, 1907
- Hug, 1910
- Isszajev, 1910
- Ivcsenko, 1903–05
- Jaussen és Savinac, 1909
- Kleiweg és Savignac, 1909
- Koning-Kniff, 1909
- Pjotr Kuzmics Kozlov, 1907, 1908–11
- Gavriil Amoszovics Kramarenko, 1908
- Krauss, 1907–08
- Laufer, 1909
- Lebegyev, 1909
- De Lesdain, 1906
- Jack Logan, 1900
- Tom Longstaff, 1909
- Gottfried Merzbacher, 1907–11
- Miller, 1910–11
- Musil, 1908–09, 1910
- Vlagyimir Afanaszjevics Obrucsev, 1906–07
- Szergej Fjodorovics Oldenburg, 1909–10
- Henri d'Ollone, 1910
- Oppenheim, 1911
- George Pereira, 1910
- Pilschmann, 1910
- Pilgrim, 1904–05
- Nyikolaj Vasziljevics Poggenpol, 1908
- Polignac, 1910
- Price, 1910
- Prinz Gyula, 1905, 1907–08
- Rasevig, 1910
- Rhamm, 1910
- Richeliu, 1910
- Rjabusinszkij expedíció, 1908–09
- Ronaldshay-Penton, 1901
- Schmalbruch, 1910
- Schulz, 1909
- Scsukin, 1908
- Szoboljev, 1910
- Stadling, 1900
- Strauss, 1910
- Erwin Stresemann, 1910
- Swoboda, 1902
- Sykes, 1908–09
- Vaszilij Vasziljevics Szapozsnyikov, 1905–08
- Tachibana, 1908–11
- Albert Tafel, 1906
- Odo Deodatus I. Tauern, 1910
- Eduard von Toll, 1900–01
- Tolmacsev, 1905–06, 1909–10
- Tulsinszkij, 1906
- Vandewart, 1910
- Volarovics, 1910
- Konsztantyin Adamovics Volloszovics, 1908–09
- Johannes Wanner, 1909
- John Claude White, 1906–08
- Harry de Windt, 1901
- Samuel Marinus Zwemer, 1900–01
- Erich Zugmayer, 1906–11